# Teletón 2018 (Perú)
La Teletón Perú de 2018, cuyo lema es Nos falta mucho. Nos faltas tú, es la vigésimo séptima edición de dicho evento solidario que se realiza en Perú desde 1981, buscando recaudar fondos para la rehabilitación infantil de niños con discapacidad motriz que se atienden en la Orden Hospitalaria San Juan de Dios del Perú. La actividad se realizó los días 14 y 15 de septiembre y tuvo como sede el teatro de Plaza Norte en Lima, siendo transmitida por Latina, América, Panamericana, TV Perú y ATV. La meta propuesta es de S/ 11 717 981. La cifra final de la campaña, publicado el 21 de mayo de 2019, fue de S/ 14 564 474.

## Lanzamiento
El 15 de agosto de 2018 se anunció la 27ª edición de la Teletón, programada para los días viernes 14 y sábado 15 de septiembre. La conferencia de prensa, hecha simultáneamente en las seis Clínicas San Juan de Dios presentó los resultados de la recaudación de la campaña anterior y indicó que el dinero recaudado en la cruzada del 2018 será invertido para el aumento del número de atenciones en los centros ya existentes. También se señaló que la campaña sería hecha tres semanas antes de lo habitual de las últimas tres teletones en función de las elecciones regionales y municipales de este año, celebradas el 7 de octubre.

## Gira Teletón
La gira del año 2018 pasó por las siguientes ciudades
| Fecha | Ciudad   | Animadores                                                        |
| ----- | -------- | ----------------------------------------------------------------- |
| 29/8  | Piura    | Gisela Valcárcel Gian Piero Díaz Jaime «Choca» Mandros Ethel Pozo |
| 31/8  | Iquitos  | Georgette Cárdenas Alejandro «Zumba» Benites Manolo del Castillo  |
| 4/9   | Chiclayo | Cristian Rivero Karina Rivera                                     |
| 5/9   | Cuzco    | Andrea Llosa Alan Diez Sonaly Tuesta                              |
| 7/9   | Huancayo | Georgette Cárdenas Pelo d'Ambrosio Laura Huarcayo                 |
| 8/9   | Lima     | Eddie Fleischman Karen Schwarz Sheyla Rojas Cecilia Brozovich     |
| 10/9  | Arequipa | Aldo Miyashiro Miguel «Conejo» Rebosio Rosana Cueva               |

## Transmisión
La transmisión del evento se realizó en conjunto por todos los canales de televisión de señal abierta.
| Canal | Canal                   | Grupo                                      |
| ----- | ----------------------- | ------------------------------------------ |
|       | Latina Televisión       | Grupo Enfoca                               |
|       | América Televisión      | Grupo Plural TV                            |
|       | Panamericana Televisión | Panamericana Televisión Inversiones S.A.C. |
|       | TV Perú                 | IRTP                                       |
|       | ATV                     | Grupo ATV                                  |

## Conductores
| Conductor         | Canal |
| ----------------- | ----- |
| Aldo Miyashiro    |       |
| Andrea Llosa      |       |
| Cecilia Brozovich |       |
| Cristian Rivero   |       |
| Eddie Fleischman  |       |
| Gian Piero Díaz   |       |
| Gisela Valcarcel  |       |
| Laura Huarcayo    |       |
| Maricarmen Marin  |       |
| Rosana Cueva      |       |

## Participaciones

### Telefonistas
- Alan Diez
- Sonaly Tuesta
- Karen Schwarz
- Alexis Descalzo
- Sheyla Rojas
- Alejandro Benites «Zumba»
- Miguel «Conejo» Rebosio
- Brunella Horna
- Karina Rivera
- Magdyel Ugaz

## Actuaciones
| Artista | Artista      | Ocupación |
| ------- | ------------ | --------- |
|         | Joey Montana | Cantante  |
|         | Nacho        | Cantante  |
|         | Fanny Lu     | Cantante  |

## Objetos de subasta
| Objeto   | Descripción                             | Descripción |
| -------- | --------------------------------------- | ----------- |
| Pelota   | Autografiado por Ricardo Gareca.        |             |
| Camiseta | Autografiado por Club Alianza Lima.     |             |
| Camiseta | Autografiado por Club Sporting Cristal. |             |
| Guitarra | Autografiado por Pedro Suárez-Vértiz.   |             |

## Recaudación

### Cómputos
| Hora  | Monto en Soles | % meta  | Monto en Dólares |
| ----- | -------------- | ------- | ---------------- |
| 23:59 | S/ 531         | 0.004 % | US$ 160          |
| 00:24 | S/ 495 131     | 4.22 %  | US$ 150 039      |
| 01:45 | S/ 595 209     | 5.07 %  | US$ 180 366      |
| 03:25 | S/ 662 759     | 5.65 %  | US$ 200 836      |
| 04:54 | S/ 681 024     | 5.81 %  | US$ 206 370      |
| 08:30 | S/ 701 102     | 5.98 %  | US$ 212 455      |
| 09:25 | S/ 1 003 877   | 8.56 %  | US$ 304 215      |
| 11:32 | S/ 1 480 030   | 12.63 % | US$ 448 493      |
| 12:37 | S/ 2 112 150   | 18.02 % | US$ 640 045      |
| 14:16 | S/ 3 114 105   | 26.57 % | US$ 943 668      |
| 14:36 | S/ 3 390 239   | 28.93 % | US$ 1 027 345    |
| 16:04 | S/ 4 110 334   | 35.07 % | US$ 1 245 555    |
| 16:52 | S/ 4 601 188   | 39.26 % | US$ 1 394 299    |
| 18:06 | S/ 4 943 194   | 42.18 % | US$ 1 497 938    |
| 18:55 | S/ 6 031 776   | 51.47 % | US$ 1 827 810    |
| 19:46 | S/ 6 769 432   | 57.76 % | US$ 2 051 343    |
| 20:20 | S/ 8 466 836   | 72.26 % | US$ 2 565 707    |
| 21:20 | S/ 10 252 857  | 87.50 % | US$ 3 106 926    |
| 22:00 | S/ 11 748 829  | 100.2 % | US$ 3 560 251    |

### Aportes de Empresas

#### Auspiciadores
| Empresa | Monto en Soles | Monto en Dólares |
| ------- | -------------- | ---------------- |
|         | S/ 409 247     | US$ 124 014      |
|         | S/ 341 000     | US$ 103 333      |
|         | S/ 355 000     | US$ 107 575      |
|         | S/ 395 000     | US$ 119 696      |
|         | S/ 346 437     | US$ 104 980      |
| Total   | S/ 1 846 684   | US$ 559 601      |

#### Empresas Privadas
| Empresa                               | Monto en Soles | Monto en Dólares |
| ------------------------------------- | -------------- | ---------------- |
| Luz del Sur                           | S/ 50 000      | US$ 15 151       |
| Bolsa de Valores de Lima              | S/ 20 000      | US$ 6 060        |
| Grupo Proas                           | S/ 24 000      | US$ 7 272        |
| Austral                               | S/ 15 000      | US$ 4 545        |
| Sociedad Nacional de Juegos de Azar   | S/ 70 000      | US$ 21 212       |
| Minera del Sur                        | S/ 25 000      | US$ 7 575        |
| ICPNA                                 | S/ 31 933      | US$ 9 676        |
| Aduanera Capricornio                  | S/ 37 000      | US$ 11 212       |
| Mercado de Productores de Santa Anita | S/ 22 547      | US$ 6 832        |
| Adecco                                | S/ 10 000      | US$ 3 030        |
| Grupo Efe                             | S/ 10 000      | US$ 3 030        |
| La Curacao                            | S/ 10 000      | US$ 3 030        |
| Financiera Efectiva                   | S/ 10 000      | US$ 3 030        |
| Motocorp                              | S/ 5 000       | US$ 1 515        |
| Colegios Saco Oliveros                | S/ 15 000      | US$ 4 545        |
| Asociación Peruano Británico          | S/ 15 000      | US$ 4 545        |
| Sedapal                               | S/ 21 390      | US$ 6 481        |
| Dynamicall                            | S/ 10 000      | US$ 3 030        |
| EMSL                                  | S/ 10 000      | US$ 3 030        |
| Tecnología Textil                     | S/ 10 000      | US$ 3 030        |
| Caja Cusco                            | S/ 10 000      | US$ 3 030        |
| Columbia                              | S/ 15 000      | US$ 4 545        |
| Pamer Colegios                        | S/ 106 743     | US$ 32 346       |
| LXG                                   | S/ 300 000     | US$ 90 909       |
| Fundación Pedro y Angélica de Osman   | S/ 99 000      | US$ 30 000       |
| CERTUS                                | S/ 22 946      | US$ 6 953        |
| Corporación Aceros Arequipa           | S/ 17 000      | US$ 5 151        |
| APM Terminals del Callao              | S/ 16 982      | US$ 5 146        |
| Compartamos Financiera                | S/ 30 000      | US$ 9 090        |
| Caja Trujillo                         | S/ 20 315      | US$ 6 156        |
| COFA FAM                              | S/ 32 472      | US$ 9 840        |
| Cruz del Sur                          | S/ 32 000      | US$ 9 696        |
| Trilce Colegios                       | S/ 20 000      | US$ 6 060        |
| Prosegur                              | S/ 62 864      | US$ 19 049       |
| Camposol                              | S/ 50 000      | US$ 15 151       |
| Financiera Oh                         | S/ 30 000      | US$ 9 090        |
| Oeschle                               | S/ 20 071      | US$ 6 082        |
| Teva                                  | S/ 15 000      | US$ 4 545        |
| Textimax                              | S/ 18 339      | US$ 5 557        |
| Southern Peru                         | S/ 100 000     | US$ 30 303       |
| Caja Arequipa                         | S/ 61 000      | US$ 18 484       |
| Centro Comercial Cinco Continentes    | S/ 15 000      | US$ 4 545        |
| Cepeban                               | S/ 50 000      | US$ 15 151       |
| Minera Barrick Perú                   | S/ 100 000     | US$ 30 303       |
| Grupo Marriot Perú                    | S/ 20 000      | US$ 6 060        |
| Copeinca                              | S/ 20 000      | US$ 6 060        |
| Tinka                                 | S/ 56 410      | US$ 17 093       |
| Chocolates Sublime                    | S/ 30 000      | US$ 9 090        |
| Petroperú                             | S/ 81 436      | US$ 24 677       |
| Caja Sullana                          | S/ 38 032      | US$ 11 524       |
| Danper Trujillo                       | S/ 20 000      | US$ 6 060        |
| Caja Piura                            | S/ 40 413      | US$ 12 246       |
| Tai Loy                               | S/ 50 000      | US$ 15 151       |
| Plaza Norte                           | S/ 329 000     | US$ 99 696       |
| FPF                                   | S/ 200 000     | US$ 60 606       |
| Total                                 | S/ 2 551 893   | US$ 773 300      |

#### Estado del Perú
| Empresa | Empresa                | Monto en Soles | Monto en Dólares |
| ------- | ---------------------- | -------------- | ---------------- |
|         | SBS                    | S/ 19 250      | US$ 5 833        |
|         | Policía Nacional       | S/ 206 500     | US$ 62 575       |
|         | Ministerio de Defensa  | S/ 58 967      | US$ 17 868       |
|         | Indecopi               | S/ 15 367      | US$ 4 656        |
|         | Ministerio de Vivienda | S/ 19 332      | US$ 5 858        |
|         | INPE                   | S/ 19 000      | US$ 5 757        |
| Total   | Total                  | S/ 338 416     | US$ 102 550      |

### Desglose del recaudo
| Participación | Monto en Soles | Porcentaje |
| ------------- | -------------- | ---------- |
| Público       | S/ 7 011 836   | 59.68%     |
| Empresas      | S/ 4 398 577   | 37.48%     |
| Estado        | S/ 338 416     | 2.88%      |